# Independence-elektriciteitscentrale

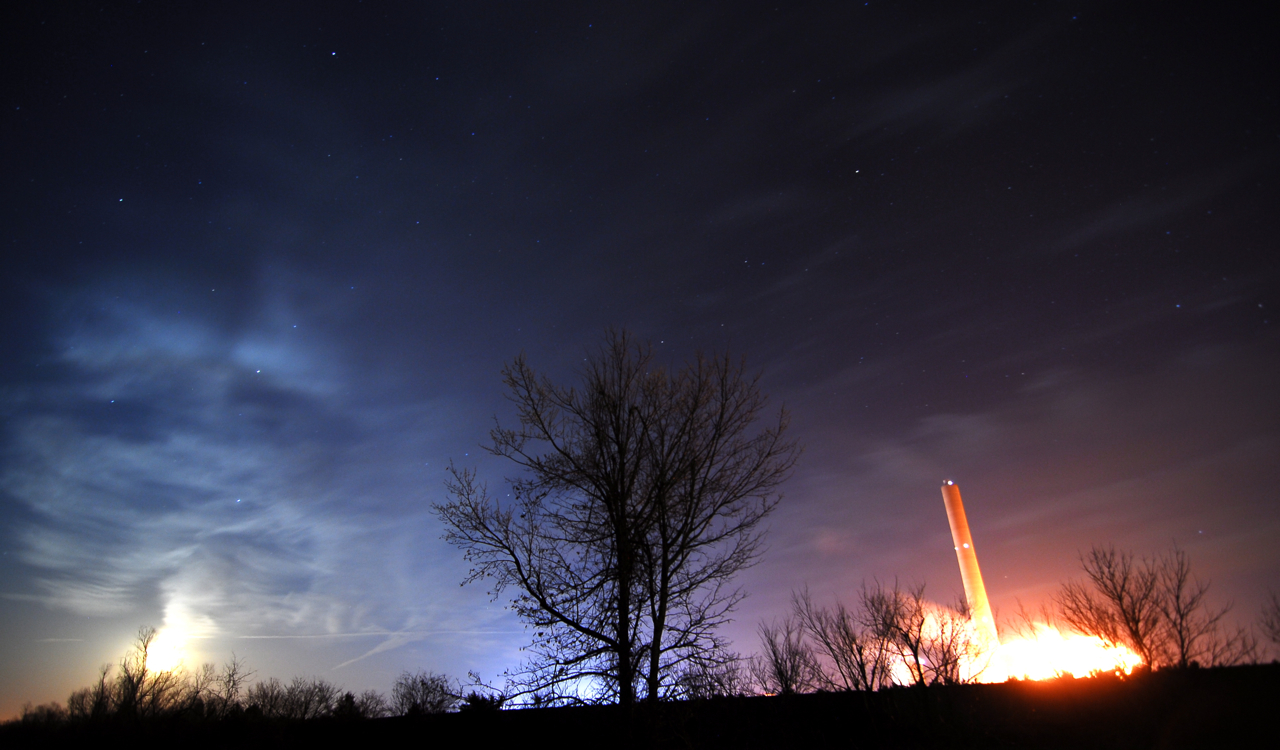
Rechts op de foto de schoorsteen van de Independence-elektriciteitscentrale

De Independence-elektricitetiscentrale is een Amerikaanse steenkoolgestookte thermische elektriciteitscentrale in Newark in de staat Arkansas. De 305m hoge schoorsteen werd in 1983 gebouwd. De twee eenheden van de centrale werden in 1983 en 1984 in gebruik genomen.
De eigenaar van de centrale is Arkansas Power & Light, een dochterbedrijf van Entergy.